# Derick Heathcoat-Amory
Derick Heathcoat-Amory, 1. wicehrabia Amory KG, GCMG (ur. 26 grudnia 1899 w Londynie, zm. 20 stycznia 1981 w Devon) – brytyjski polityk, młodszy syn sir Iana Heathcoat-Amory’ego, 2. baroneta, i Alexandry Seymour, córki wiceadmirała Henry’ego Seymoura. Był członkiem Partii Konserwatywnej i ministrem w rządach Winstona Churchilla, Anthony’ego Edena i Harolda Macmillana.
Kształcił się w Eton College i w oksfordzkim Christ Church. W 1932 r. został członkiem rady hrabstwa Devon i rozpoczął pracę w fabryce tekstyliów. Walczył podczas II wojny światowej. Brał udział m.in. w operacji Market-Garden, gdzie został ranny i wzięty do niewoli.
Po wojnie rozpoczął karierę polityczną. W 1945 r. został wybrany do Izby Gmin jako deputowany z okręgu Tiverton. Po powrocie konserwatystów do władzy w 1951 r. został ministrem emerytur. W latach 1953–1954 był ministrem stanu ds. handlu. W lipcu 1954 r. został ministrem rolnictwa i rybołówstwa w trzecim rządzie Churchilla. Tekę ministra zachował po połączeniu w październiku swojego ministerstwa z ministerstwem żywności. Urząd ten sprawował do 1958 r., kiedy to premier Macmillan mianował go kanclerzem skarbu. Amory był nim do 1960 r., kiedy to przeszedł na emeryturę i odszedł z Izby Gmin.
1 września 1960 r. królowa Elżbieta II nadała mu tytuł 1. wicehrabiego Amory. Lord Amory zasiadał od tej pory w Izbie Lordów. Amory został członkiem Tajnej Rady i kanclerzem Uniwersytetu w Exeter. W 1968 r. został kawalerem Orderu Podwiązki. Nigdy się nie ożenił i nie miał dzieci. Wraz z jego śmiercią w 1981 r. tytuł wicehrabiego wygasł.